# Puchar Świata w narciarstwie alpejskim 2004/2005
Sezon 2004/2005 Pucharu Świata w narciarstwie alpejskim rozpoczął się 23 października 2004 w austriackim Sölden, a zakończył 13 marca 2005 w szwajcarskiej miejscowości Lenzerheide. Była to 39. edycja pucharowej rywalizacji. Rozegrano 33 konkurencje dla kobiet (8 zjazdów, 8 slalomów gigantów, 8 supergigantów i 8 slalomów specjalnych i 1 kombinację) i 36 konkurencji dla mężczyzn (11 zjazdów, 8 slalomów gigantów, 7 supergigantów, 9 slalomów specjalnych oraz 1 kombinację).
Puchar Narodów (łącznie) zdobyła reprezentacja Austrii, wyprzedzając USA i Włochy.

## Puchar Świata w narciarstwie alpejskim kobiet
Wśród kobiet najlepszą zawodniczką okazała się Szwedka Anja Pärson, która zdobyła 1359 punktów, wyprzedzając Chorwatkę Janicę Kostelić i Austriaczkę Renate Götschl.
W poszczególnych klasyfikacjach tryumfowały:
- Renate Götschl – zjazd
- Tanja Poutiainen – slalom
- Tanja Poutiainen – slalom gigant
- Michaela Dorfmeister – supergigant
- Janica Kostelić – kombinacja

## Puchar Świata w narciarstwie alpejskim mężczyzn
Wśród mężczyzn najlepszym zawodnikiem okazał się Amerykanin Bode Miller, który zdobył 1648 punktów, wyprzedzając Austriaków Benjamina Raicha i Hermanna Maiera.
W poszczególnych klasyfikacjach tryumfowali:
- Michael Walchhofer – zjazd
- Benjamin Raich – slalom
- Benjamin Raich – slalom gigant
- Bode Miller – supergigant
- Benjamin Raich – kombinacja

## Puchar Narodów (kobiety + mężczyźni)
- 1.  Austria – 14460 pkt
- 2.  Stany Zjednoczone – 6516 pkt
- 3.  Włochy – 4701 pkt
- 4.  Szwajcaria – 3706 pkt
- 5.  Szwecja – 3023 pkt